# The Pinery Provincial Park
The Pinery Provincial Park är en park i Kanada.   Den ligger i provinsen Ontario, i den sydöstra delen av landet, 600 km sydväst om huvudstaden Ottawa. The Pinery Provincial Park ligger 187 meter över havet.
Terrängen runt The Pinery Provincial Park är mycket platt. Närmaste större samhälle är Thedford, 10,0 km söder om The Pinery Provincial Park.
Trakten runt The Pinery Provincial Park består till största delen av jordbruksmark. Runt The Pinery Provincial Park är det glesbefolkat, med 9 invånare per kvadratkilometer.